# Aeroportul Magdalena
Aeroportul Magdalena (IATA: MGD, ICAO: SLMG) este un aeroport din Bolivia ce deservește zona Magdalena⁠(d). A fost numit după zona deservită.
Situat la o altitudine de 141 m, aeroportul dispune de o singură pistă.